# Oskar Wisnieski

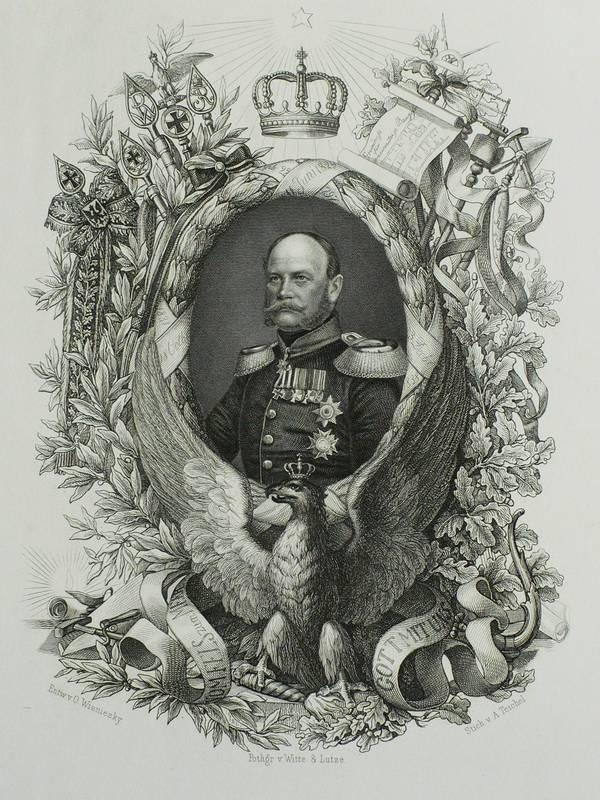
Wilhelm I. König von Preußen

Oskar Wisnieski (auch Wisniewsky, poln. Wiśniewski, * 3. Dezember 1819 in Berlin; † 10. August 1891 ebenda) war ein deutscher Maler sowie Stahl- und Kupferstecher.
Oskar Wisnieski erhielt den ersten Unterricht im Zeichnen und Radieren beim Vater. Danach studierte er von 1834 bis 1837 an der Königlich Preußischen  Akademie der Künste. Weiter lernte er autodidaktisch nach dem Vorbild von Adolf von Menzel (Grafik), sowie Antoine Watteau und Nicolas Lancret (Malerei). Wisnieski besuchte auf Studienreisen Nord- und Süddeutschland. Von 1884 bis 1891 war er Mitglied der Preußischen Akademie der Künste.
Wisnieski illustrierte mit seinen Stahl- und Kupferstichen zahlreiche Bücher, u. a.:
- Märchenstrauß : eine Sammlung von schönen Märchen, Sagen und Schwänken von Julie Hirschmann – 3 Ausgaben zwischen 1876 und 1886
- Fürs deutsche Haus : Blüthenlese aus der Bibel und den mustergültigen griechischen und römischen Schriftsteller, als der Grundlage unserer Volks und gelehrten Bildung von Daniel Sanders – 1 Ausgabe 1886
- Friedrich der Große und sein Hof von L. Mühlbach – 1 Ausgabe 1864

Wisniewskis Illustrationen erschienen in der „Gartenlaube“. Er nahm auch an der Jahrhundertausstellung 1906 teil. Eine postume Ausstellung der Werke von Oskar Wisnieski fand in der Königlichen National-Galerie vom 4. Dezember 1891 bis 14. Januar 1892 statt.